# Songs from an Open Book
Songs From An Open Book — дебютный сольный  акустический альбом вокалиста группы Blue October Джастина Фёрстенфелда, был записан летом 2014 года. Дата релиза — 2 сентября 2014 года.

## Об альбоме
Songs From An Open Book был записан в домашней студии Джастина Фёрстенфелда «Crazy Making Studio» в Сан-Маркосе, штат Техас. 
Особенностью альбома является то, что песни представлены в том виде, в котором они были написаны. Для каждой песни было записано всего две звуковых дорожки - одна гитарная и одна вокальная. 
Все песни ранее были включены в альбомы Blue October. Помимо песен в альбом включены комментарии автора, записанные во время одного из сольных выступлений.
В поддержку альбома Джастин Фёрстенфелд отправился в сольный тур по США, Германии и Великобритании.
Альбом дебютировал на 16 позиции альбомного чарта iTunes, на второй позиции среди рок альбомов в специальном чарте iTunes, а также занял первую строчку в рок чарте Amazon.

## Список композиций
Все тексты написаны Джастином Фёрстенфелдом.
| №                   | Название                       | Длительность |
| ------------------- | ------------------------------ | ------------ |
| 1.                  | «The Answer»                   | 6:10         |
| 2.                  | «Can And Cannot Say»           | 3:31         |
| 3.                  | «Black Orchid»                 | 4:31         |
| 4.                  | «A Funny Thing»                | 1:11         |
| 5.                  | «Angel»                        | 5:30         |
| 6.                  | «Consent To Treatment Story»   | 1:01         |
| 7.                  | «Schizophrenia»                | 4:27         |
| 8.                  | «The Birthday Present»         | 0:19         |
| 9.                  | «Calling You»                  | 3:42         |
| 10.                 | «Chameleon Boy»                | 5:12         |
| 11.                 | «The Apology»                  | 0:09         |
| 12.                 | «Hate Me»                      | 4:45         |
| 13.                 | «Sound Of Pulling Heaven Down» | 4:10         |
| 14.                 | «Any Man In America»           | 4:55         |
| 15.                 | «Worry List»                   | 4:54         |
| 16.                 | «The Sarah Story»              | 1:37         |
| 17.                 | «Fear»                         | 5:35         |
| 18.                 | «Up There»                     | 1:25         |
| 19.                 | «Not Broken Anymore»           | 5:09         |
| Общая длительность: | Общая длительность:            | 1:08:23      |

## Участники записи
- Джастин Фёрстенфелд — стихи, вокал, гитара

Продакшн:
- Эрик Д. Хольц — звукоинженер, дополнительное сведение
- Терра Нова - мастеринг
- Джастин Фёрстенфелд — продюсер